# 穆魯蓋蘇·西瓦西坦帕拉姆

穆魯蓋蘇·西瓦西坦帕拉姆（英語：Murugesu Sivasithamparam，1923年—2002年），常簡稱「M·西瓦」（M. Siva），斯里蘭卡政治人物，1972年起出任泰米爾聯合解放陣線主席。

## 經歷
穆魯蓋蘇·西瓦西坦帕拉姆在1923年生於錫蘭Karaveddy（今斯里蘭卡北部省賈夫納區）。讀大學時迷上馬克思主義，是共產黨的支持者，但後來改為支持泰米爾民族主義。1956年，他以獨立候選人身分在Point Pedro選區參選斯里蘭卡國會，只得8,054票，落選。1958年，他加入All Ceylon Tamil Congress，成為該黨的總書記。